# Jay (Nowy Jork)
Jay – miasto w Stanach Zjednoczonych, w stanie Nowy Jork, w hrabstwie Essex.